# Кхасі (народ)

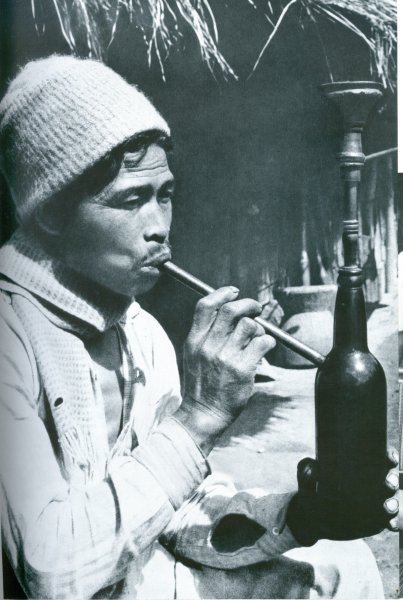
Представник народу кхасі

Кхасі, народ, основне населення штату Мегхалая (Індія). Загальна чисельність близько 1 млн осіб. Антропологічно — південні монголоїди з деякими веддоїдними рисами.
Мова кхасі утворює особливу групу в австроазійській мовній родині.
Зберігаються древні вірування (культ предків, шанування священних каменів), поширене також християнство.
Основне заняття — терасне і підсічно-вогневе землеробство. Соціальна організація — квазі-феодальні відношення з материнською родовою організацією (передача імені і майна по жіночій лінії, матрилокальний шлюб). Родина переважно мала. В селянський общині йде класове розшарування.